# Seznam kolumbijskih novinarjev
Seznam kolumbijskih novinarjev.

## A
- Soledad Acosta
- Yamid Amat
- Manuel Ancízar

## C
- Silvia Corzo

## D
- Carlos Dáguer

## F
- María Lucía Fernández

## G
- Jaime Garzón
- Luis Eduardo Gómez
- Juan Gossaín

## I
- Guillermo Cano Isaza

## J
- Patricia Janiot

## P
- Claudia Palacios

## V
- José María Vergara y Vergara